# Juan de Lanuza y Perellós
Juan de Lanuza y Perellós (detto el Viejo o el Zorro; ... – 22 settembre 1591) è stato un politico, giurista e nobile spagnolo, Justicia de Aragón.

## Biografia
Sposato con la nobile aragonese Catalina de Urrea, ebbe due figli: Juan e Pedro.
Il re Carlo I lo designó Justicia de Aragón il 16 aprile 1554, succedendo a suo fratello Ferrer.
Nell'ultimo anno di mandato, durante le Alteraciones de Aragón, dovette affrontare il problema di  Antonio Perez, ex segretario del re  Filippo II, che cercò di beneficiare del privilegio dei Fueros de Aragón avendo egli origini  aragonesi da parte del padre, per sfuggire alla condanna a morte per i suoi crimini.
Il 24 maggio del 1591 ci fu una grave sommossa a Saragozza con la quale venne impedito il trasferimento di Perez alla prigione dell'Inquisizione, e nel corso dei disordini venne ucciso il  marchese di Almenara, rappresentante del re nel pleito del virrey extranjero.
Lanuza morì il 22 settembre del 1591, lasciando il conflitto in corso, e venne succeduto nella carica dal figlio ventisettenne Juan de Lanuza y Urrea.